# Allium alaicum
Allium alaicum är en amaryllisväxtart som beskrevs av Aleksei Ivanovich Vvedensky. Allium alaicum ingår i släktet lökar, och familjen amaryllisväxter. Inga underarter finns listade i Catalogue of Life.